# Association française des utilisateurs de télécommunications
 (décembre 2016).
Si vous disposez d'ouvrages ou d'articles de référence ou si vous connaissez des sites web de qualité traitant du thème abordé ici, merci de compléter l'article en donnant les références utiles à sa vérifiabilité et en les liant à la section « Notes et références ».
L’Association française des utilisateurs de télécommunications (AFUTT) est une association loi de 1901, créée en 1969[Où ?]. 
Son objectif principal est de défendre et de représenter les intérêts des utilisateurs de communications électroniques (téléphone fixe, mobile, Internet, TV) face aux opérateurs afin qu’ils bénéficient d’un accès de qualité et au meilleur prix sur l’ensemble du territoire français. En cas de litige, elle propose un service d’aide aux adhérents qui peut proposer une solution amiable avec les opérateurs.

## Orientations
En 2015 l'AFUTT a identifié 5 grands chantiers, autour desquelles elle se propose de structurer son action et mobiliser la société civile, les pouvoirs publics et les acteurs du domaine du numérique.  
1. promouvoir l'Internet et le mobile pour tous
2. accélérer le déploiement du très haut débit fixe et mobile.
3. soutenir le développement du numérique dans les entreprises, notamment les PME
4. orienter la délivrance des services numériques vers la qualité de l’expérience utilisateur
5. différencier les offres et élever le niveau d'engagement

## L’observatoire des plaintes et des insatisfactions
L’observatoire des plaintes et des insatisfactions est l’outil d’analyse de l’AFUTT. Il permet de  collecter les problèmes rencontrés par les utilisateurs. Il apporte à l’association une crédibilité face aux fournisseurs d’accès et aux pouvoirs publics. Avec cet outil, les consommateurs peuvent ainsi exprimer les difficultés qu’ils rencontrent avec leurs opérateurs. L'association a par exemple constaté une augmentation des plaintes concernant la téléphonie mobile en 2011.

## Collège des conseillers
Son collège des conseillers se compose de bénévoles, spécialisés dans les télécommunications et communications électroniques. Ils apportent leurs compétences et leurs connaissances en matière de droit à la consommation, du marché (offres, opérateurs) et des problèmes rencontrés par les utilisateurs. Ils représentent l’AFUTT au sein des différents comités, commissions et groupes de travail organisés par les différents organismes d’État, les opérateurs et les associations.